# جون هوغ
جون هوغ (بالإنجليزية: John Hogg)‏ (14 فبراير 1818 في المملكة المتحدة - 30 أكتوبر 1885 في المملكة المتحدة) هو لاعب كريكت بريطاني (وحمل سابقاً جنسية المملكة المتحدة لبريطانيا العظمى وأيرلندا). لعب مع نادي مقاطعة نوتنغهامشير للكريكت ‏.

## وصلات خارجية
- جون هوغ على موقع إي آس بي آن كريك إنفو (الإنجليزية)